# Joan Cornet i Prat
Joan Cornet i Prat (Manresa, 1950) és un enginyer tècnic en Metal·lúrgia i llicenciat en Psicologia.
L'any 1979 va ser elegit alcalde de Manresa com a cap de llista del Partit dels Socialistes de Catalunya, càrrec que va ocupar fins 1987. Després es va incorporar com a alt funcionari a la Comissió Europea de Brussel·les.
El juny del 2004 va ser nomenat Secretari General del Departament de Salut del Govern de la Generalitat de Catalunya. El setembre 2005 el Govern li va encarregar la posada en marxa de la Bioregió de Catalunya i des de gener 2007 fins a abril de 2013 per encàrrec del Departament de Salut ha estat al front de la Fundació TicSalut, com a President Executiu. Actualment és director del centre de Competències en mHealth del Mobile World Capital Barcelona i patró d'afers internacionals i estratègia mhealth de la Fundació TicSalut. És professor consultor de la UOC i de IL3 (Universitat de Barcelona).